# Hộc Châu phu nhân
Hộc Châu phu nhân (Tiếng Trung: 斛珠夫人; bính âm: Hú zhū fūrén; Tiếng Anh: Novoland: Pearl Eclipse), là bộ phim truyền hình cổ trang Trung Quốc được chuyển thể từ tiểu thuyết cùng tên của tác giả Tiêu Như Sắt, được sản xuất bởi công ty giải trí Truyền thông Gia Hành và do Dương Mịch, Trần Vỹ Đình, Từ Khai Sính đóng vai chính. Bộ phim được khởi quay tại Hoành Điếm vào ngày 3 tháng 5 năm 2020 và hoàn thành vào ngày 20 tháng 9 cùng năm. Phim được lên sóng trên Tencent Video và WeTV vào ngày 10 tháng 11 năm 2021.

## Phát sóng
| Quốc gia                                                       | Kênh                | Thời gian                                             |
| -------------------------------------------------------------- | ------------------- | ----------------------------------------------------- |
| Trung Quốc                                                     | Bắc Kinh TV         | Ngày 13 tháng 11 năm 2021 - Ngày 6 tháng 12 năm 2021  |
| Trung Quốc                                                     | Tencent Video       | Ngày 10 tháng 11 năm 2021 - Ngày 26 tháng 12 năm 2021 |
| Đài Loan, Việt Nam, Thái Lan, Malaysia, Indonesia, Philippines | WeTV                | Ngày 10 tháng 11 năm 2021 - Ngày 26 tháng 12 năm 2021 |
| Singapore, Hồng Kông                                           | ViuTV, Rakuten Viki | Ngày 10 tháng 11 năm 2021 - Ngày 26 tháng 12 năm 2021 |
| Hàn Quốc Tây Ban Nha                                           | WeTV                | Ngày 15 tháng 11 năm 2021 - Ngày 31 tháng 12 năm 2021 |

## Tóm tắt cốt truyện
Nội dung bản gốc: Trên Cửu Châu đại địa rộng lớn, vương triều Đại Trưng lâm nguy trầm trọng, bức ép người dân treo cổ tự tử để giao nữ thương cảm mà khóc để tạo thành ngọc trai. Thiếu nữ làng chài Hải Thị (Dương Mịch thủ vai) vì thế mà rơi vào hiểm cảnh, cha chết, cả thôn bị diệt. Trước sự sống và cái chết, nàng cầu cứu Phương Chư (Trần Vỹ Đình thủ vai), trải qua khảo nghiệm, cuối cùng cũng được Phương Chư đưa về Thiên Khải. Hải Thị từ đó cải nam trang, trở thành đồ đệ của Phương Chư. Lúc này vương triều Đại Trưng thù trong giặc ngoài không ngừng, vị hoàng đế trẻ tuổi của Đại Trưng là Chử Trọng Húc (Từ Khai Sính thủ vai), vì chiến loạn mà mất dần đi hứng thú, ngoài mặt tự cho mình là hôn quân tàn bạo bên trong âm thầm lặng lẽ xem Phương Chư thống khổ vì sự bình yên của vương triều. Hải Thị phụng mệnh trở thành hộ vệ của Đế Húc, nhưng lại khiến cho Đế Húc sinh lòng hứng thú với nàng, hai người nhiều lần trải qua sống chết, từ hiểu lầm đến thấu hiểu đối phương, Đế Húc phát hiện ra Hải Thị cải nam trang trong lòng nảy sinh tình cảm, thế nhưng Hải Thị luôn coi Phương Chư là chỗ dựa, trong lòng chôn giấu khát vọng nhưng lại khó mà giải bày tình cảm đối với Phương Chư, chuyện tình của cả ba vướng mắc không thôi. Hoàng triều lần nữa loạn lạc trở lại, Hải Thị gánh vác trách nhiệm bảo vệ vương triều Đại Trưng, đối mặt với tình yêu của Đế Húc và Phương Chư. Sau đó Hải Thị bị vạch trần thân phận nữ nhi, vì giữ tính mạng đành phải ủy thân trở thành phi tử của Đế Húc, biệt hiệu Hộc Châu phu nhân, sau trở thành Hoàn Ý Thái hậu của vương triều Đại Trưng.
Bộ phim khi cải biên nội dung đã kết thúc ngoài mong đợi với những suy đoán của cộng đồng mạng. Thay vì Hải Thị đối mặt với tình yêu của Đế Húc - Phương Chư, nàng là người bày tỏ tình cảm, rung động trước Phương Chư. Về phần Đế Húc, có thêm Đề Lan làm chỗ dựa, đến cuối cùng hai người vì đại cục, đồng quy vu tận. Trước đó theo sự sắp xếp của Phương Chư cố ý đẩy Hải Thị vào vị trí Thuần Dung phi - phi tử của Đế Húc vẫn còn. Huyết mạch cuối cùng, kết tinh tình yêu của Đề Lan - Đế Húc - Chử Duy Duẩn, dưới sự phò trợ của Hộc Châu phu nhân (Hải Thị) và Phương Chư, đế sư Hoàng đế, lên ngôi Đại Trưng Hoàng đế. Hải Thị buông rèm nhiếp chính, Phương Chư phò tá quân vương, hai người một mặt mà cách lòng, cuối cùng không thể đến với nhau.

## Phân vai

### Nhân vật chính
| Diễn viên     | Nhân vật                      | Giới thiệu |
| ------------- | ----------------------------- | --- |
| Dương Mịch    | Phương Hải Thị / Diệp Hải Thị | Đại Trưng vương triều hoàng phi Tiểu đồ đệ của Phương Chư → Hoàng Tuyền Danh tham quân → Hộc Khố Hữu Bồ Đôn vương đích vương phi → Bắc Phủ quân điện Trung Lan → Đế Húc Thuần Dung phi (Hộc Châu phu nhân )→ Vương Thái hậu (Hoàn Ý Thái hậu) Thiếu nữ làng chài, được Phương Chư nhận làm đồ đệ, cải nam trang phụng mệnh trở thành hộ vệ của Đế Húc. Thân phận nữ nhân bị nhìn thấu, nữ giả nam trang là tội khi quân, Đế Húc đưa nàng mang về cung. Vì giữ tính mạng và bảo vệ Phương Chư đành phải ủy thân trở thành Thuần Dung phi của Đế Húc, biệt hiệu Hộc Châu phu nhân, nhưng trong lòng vẫn luôn yêu tha thiết Phương Chư. Sau khi Đế Húc băng hà, lên làm Thái hậu (Hoàn ý Thái hậu). |
| Trần Vĩ Đình  | Phương Chư / Phương Giám Minh | Quyền thần vương triều Đại Trưng, Thanh Hải Công thế tử Quyền thần vương triều Đại Trưng, Thanh Hải Công thế tử, nay lại ẩn bên cạnh Hoàng đế, thu Hải Thị làm đồ đệ. Sau khi Hải Thị thân phận nữ nhân bại lộ, dù cho Hải Thị trở thành phi tử của Đế Húc, trong lòng vẫn yêu tha thiết nàng. |
| Từ Khai Sinh  | Đế Húc / Chử Trọng Húc        | Hoàng đế vương triều Đại Trưng Bản danh là Chử Trọng Húc, niên hiệu Đế Húc, khí độ phi phàm, ánh mắt bên trong cất giấu nhiều tâm cơ. Biết được thân phận nữ nhân của Hải Thị, nhờ sự phó thác của Phương Chư, liền sắc phong làm Thuần Dung phi, ban thưởng biệt hiệu Hộc Châu phu nhân. |
| Trần Tiểu Vân | Đề Lan                        | Đại Trưng vương triều hoàng phi Chú Liễn công chúa → Đế Húc Thục Dung phi Phi tử của Đế Húc, vốn là Chú Liễn nhị công chúa, muội muội cùng cha khác mẹ với Tử Trâm và có khuôn mạo giống nhau như đúc. Là "vật thay thế" trong liên minh chính trị, là sợi dây liên kết duy trì hai quốc gia đại chiến và tiêm chích, cuốn vào vòng xoáy tranh giành quyền lực giữa các quốc gia. |
| Trần Tiểu Vân | Tử Trâm                       | Chú Liễn công chúa → Húc vương phi → Hoàng hậu (truy phongChú liễn đại công chúa, tỷ tỷ cùng cha khác mẹ của Đề Lan, là phi tử mà Đế Húc yêu thương nhất. Lúc Đế Húc dẫn đến bạo loạn, Tử Trâm và đứa con trong bụng đều chết, Đế Húc vì vậy mà từ một người ôn hòa biến thành bạo quân. |

### Nhân vật khác
| Diễn viên        | Nhân vật                  | Giới thiệu |
| ---------------- | ------------------------- | --- |
| Vương Sâm        | Phương Trác Anh /Đoạt Hãn | Đại đồ đệ của Phương Chư Vốn là Hộc Khố vương tử Đoạt Hãn, thất lạc ở bên ngoài được Phương Chư thu làm đồ đệ, thích Chá Lựu, nhưng Chá Lựu về sau tự sát, lợi dụng Hải Thị giả chết, trở lại Hộc Khố, cuối cùng nhất thống, thành lập vương triều. |
| Viên Vũ Huyên    | Cúc Chá Lựu               | Thêu nữ Là một thiếu nữ trong sáng, thích Phương Trác Anh. |
| Diệp Thanh       | Chử Lâm Lang              | 'Trưởng công chúa Vương triều Đại Trưng → Yên Lăng Đế cơ → Thứ nữ của Thuần Dương Quận vương Giả làm muội muội của Đế Húc, thường được gọi là Mẫu Đơn, như thật chất cô là biểu muội của Yển Lăng Đế - Nhiếp Nhược Lăng , yêu Phương Giám Minh và sau này đã thành thân với Phương Giám Minh. Sau khi bị phát hiện rằng bản thân không phải là Đế cơ thật sự, cô đã tự vẫn. |
| Tăng Vịnh Đề     | Cúc Thất Thất             | Thêu nữ tổng quản, cô cô của Chá Lựu, thích Phương Chư |
| Lý Thái          | Thang Can Tự              | |
| Hoàng Tuấn Tiệp  | Chu Ấu Độ                 | Vũ Hương Hầu Thập Tứ Lang Gặp Hải Thị ở cửa tiệm may, đối với Hải Thị vừa gặp đã yêu, nhưng về sau nhận biết được tình cảm thật của Hải Thị chỉ dành cho Phuơng Chư, nên đến khuyên Phuơng Chư nhìn rõ về nổi lòng mình. Tạm biệt Hải Thị và rời đi |
| Diệp Du Vỹ       | Chử Quý Sưởng             | Hoàng tử Vương triều Đại Trưng Sưởng vương, đệ đệ của Đế Húc, biết được thân phận nữ nhân của Hải Thị, muốn lợi dụng việc Hải Thị giả nam trang đến uy hiếp Phương Chư. Nhiều lần liên thủ với Đoạt Lạc để sát hại Đế Húc. Thân phận thật sự là Tác Lan vương thế tử vì Sưởng vương thật sự đã chết đuối từ rất lâu về trước                                                |
| Hàn Tú Nhất      | Tô Minh                   | |
| Trương Bác Hâm   | Đế Duẫn/ Chử Duy Duẫn     | Hoàng Tử vương triều Đại Trưng Bản danh là Chử Duy Doãn, niên hiệu Đế Doãn. Sau khi Đế Húc băng hà, lên ngôi, xưng là Đế Doãn. |
| Phong Sở Hiên    | Trương Thừa Khiêm         | Binh bộ Thượng thư |
| Đổng Tuyền       | Lang Hoàn                 | Giao nhân |
| Chung Vệ Hoa     | Mục Đức Khanh             | Nội thị tổng quản bên Đế Húc |
| Mã Duệ Hãn       | Tác Lan                   | Chú Liễn vương tử, đệ đệ của Đề Lan |
| Trương Chỉ Nhiên | Tháp Lạp                  | Thê tử của Đoạt Hãn |
| Tưởng Khải       | Phương Chi Dực            | |
| Phương Hiểu Ly   | Diệp Hải                  | Mẫu thân của Diệp Hải thi, sau này khi Sưởng vương lợi dụng Hải thị để tìm kiếm giao nhân, ông đã làm giả Thánh chỉ của hoàng đế triệu bà vào cung gặp Thuần Dung phi. Nhận thấy điều đáng nghi bà đã đem giao nhân hồi cung an toàn sau đó tự tự trước mặt Hải thị. |
| Lưu Kỳ Kỹ        | Diệp Hải Thị (thiếu niên) | Diệp Hải Thị lúc thiếu niên |

Cùng một số diễn viên khác,..

## Nhạc phim
| Nhạc phim: Hộc Châu phu nhân | Nhạc phim: Hộc Châu phu nhân                                                   | Nhạc phim: Hộc Châu phu nhân | Nhạc phim: Hộc Châu phu nhân | Nhạc phim: Hộc Châu phu nhân | Nhạc phim: Hộc Châu phu nhân |
| STT                          | Nhan đề                                                                        | Phổ lời                      | Phổ nhạc                     | Thể hiện                     | Thời lượng                   |
| ---------------------------- | ------------------------------------------------------------------------------ | ---------------------------- | ---------------------------- | ---------------------------- | ---------------------------- |
| 1.                           | "Chạm khắc - 镌刻" (Ca khúc chủ đề đầu phim-Opening Song)                      | Loan Kiệt                    | Đàm Toàn                     | Trương Bích Thần             | 4:22                         |
| 2.                           | "Nụ hôn không vướng bận - 以无旁骛之吻" (Ca khúc chủ đề cuối phim-Ending Song) | Đoạn Tư Tư                   | Đàm Toàn                     | Châu Thâm                    | 4:14                         |
| 3.                           | "Một đời một lần rung động - 一生一次心一动"                                   | Đoạn Tư Tư                   | Đàm Toàn                     | Trương Tịnh Dĩnh             | 5:02                         |
| 4.                           | "Luôn có người rời đi ở lại - 总有离人留"                                      | Lưu Sướng                    | Cao Liên Nhạc                | Song Sênh                    | 5:07                         |
| 5.                           | "Sinh thần - 生辰"                                                             | Đoạn Tư Tư                   | Đàm Toàn                     | Trương Lỗi                   | 4:26                         |
| 6.                           | "Túy hoa gian - 醉花间"                                                        | Đoạn Tư Tư                   | Đàm Toàn                     | Lý Kỳ                        | 4:31                         |